# Ilija Šikić
Ilija Šikić (Zagreb, 27. srpnja 1955.), hrvatski domovinski i iseljenički književnik

## Životopis
Tijekom rane mladosti selio se s obitelji, u Lipik, Pakrac i Dardu, gdje je završio osnovnu školu. U Zagrebu je proveo najviše vremena i završio prvi razred glazbene gimnazije Pavao Markovac, smjer solo pjevanja. U inozemstvo je otišao 1982. i ubrzo postao politički emigrant jer je još u domovini bio politički djelatan protiv totalitarne SFRJ. Nastanio se je u Baselu 1982.[nedostaje izvor] u Švicarskoj, gdje i danas živi. Radio je kao suradnik Švicarskog crvenog križa, u socijalnim službama, kao IT nastavnik, arhivar, te suvlasnik i voditelj tehnologijske non-profit tvrtke AquaLauta GmbH, a sada je umirovljenik.
Objavljivao je pojedinačne pjesme ili pregršti po tisku, osobito za mladež, Omladinski tjednik, Studentski list (i recenzije suvremenih zbirki pjesama mladih pjesnika), Oko, časopisima za književnost i inoj periodici (OFF, Pitanja, HKG...)  Njegovi su se stihovi mogli u par navrata čuti na Zagrebačkom radiju, po priredbama poput Književnoga petaka, Goranova proljeća, Tribine Društva hrvatskih književnika, na okupljalištima mladeži, u javnim ustanovama i pod vedrim nebom. Zabilježen je u antologijama, panoramama, polemikama i prikazima novije hrvatske poezije (Zbornik OFF poezije, mlado i najmlađe hrvatsko pjesnikovanje, A. Cesarec, Zagreb 1979. Spomenut je i u "Suvremeno hrvatsko pjesništvo" zavoda za znanost o književnosti Filozoskog fakulteta u Zagrebu 1988. kao suutemeljitelj i član umjetničke skupine AMPLITUDA. Zastupljen je u “Antologiji XXI stoljeća hrvatskog urbanog pjesništva”, Osijek, 2010. Prva zasebno objavljena zbirka pjesama mu je na njemačkom jeziku objavljena u Edition Fischer, "Götze Zeit", Frankfurt, 1991. ISBN 3-89406-248-7. Zbirka zagonetki, pitalica, brojalica i nadopunjalica je u cielosti objavljena u Prinosima za poviest književnosti u Hrvata, Šimuna Ćorića "60 hrvatskih emigrantskih pisaca" Zagreb, 1995. Tri zbirke duhovnih i refleksivnih pjesama objavljuje kao samizdat pod naslovom "kumir" u jednoj knjizi (Berlin, 2011. ISBN 978-3844203424). Objavljuje pjesme, članke i eseje u HAZUD-ovima publikacijama Hrvatski diasporski list, Ars croatica i Acta croatica u Baselu. Tu je bio i tehnički urednik reprintnih izdanja niza knjiga hrvatskih autora i /ili knjiga o njima, koji su uglavnom stvarali u srednjem vijeku u Švicarskoj i Europi (Matija Vlačić Ilirik, Andrija Jamometić, Ivan Stojković, Pavao Skalić...) 
Bavio se grafičkim i industrijskim dizajnom, opremanjem knjiga, ilustracijama. Tiskao karte i Portofolio, mapu s tridesetak tuš-minijatura koje su bile izložiene na samostojnoj izložbi u galeriji "Libertas" u Pforzheimu, Njemačka 1983. Reprodukcije se mogu naći u Grafičkom fondu Hrvatske nacionalne i sveučilišne knjižnice u Zagrebu.
Sinkronizirao je nekoliko znanstveno-popularnih filmova za Gospel Media. Pisao je traktate kršćanskoga sadržaja za Schweizerische Traktat-Mission. Publicira i na internetu.
Uz to je neumorno djelatan u domovinskom, inozemnom i emigrantskom tisku i medijima glede netočnosti ili zlonamjernih napadaja na hrvatski identitet ili državnost. Djelovao je kao lektor, korektor, nakladnik i kao urednik. Obnašatelj niza dužnosti u životu diaspore (MH, HNV, HAZUD, HKC, Radices Croatiae itd.). Bio je uz to i član društva prijatelja Baselskog Staatsarchiv-a, Schweizerische Erfinder und Patentinhaber Verein-a Sektion Zürich, suvlasnik i voditelj non-profit tvrtke AquaLauta GmbH za razvoj i proizvodnju naprava za biološko pročišćavanje vode UV-zrakama, vijećnik zaklade August Schmid Stiftung Zürich. Ilija Šikić je vrlo aktivan u raznim aktivističkim skupinama, povremeno i kao moderator ili glasnogovornik.
Zagovara i piše korijenskim pravopisom.[nedostaje izvor]

## Djela
- zbirka poezije na njemačkom jeziku Goetze Zeit, Frankfurt, 1991.
- 3 zbirke poezije na hrvatskom kumir, Berlin, 2011.

## Nagrade i priznanja
- Zastupljen u više panorama, zbornika i prikaza novije hrvatske poezije, posebice mladoga i najmlađeg hrvatskog pjesnikovanja. Šimun Šito Ćorić uvrstio ga je u svoju antologiju 60 hrvatskih emigrantskih pisaca.[2]